# Anthony Genge
Anthony „Tony“ Charles Genge (* 22. Mai 1952 in Vancouver/British Columbia) ist ein kanadischer Komponist, Jazzpianist und -organist und Musikpädagoge.

## Leben
Genge begann seine musikalische Laufbahn in seiner Jugend als Jazzpianist. Er studierte Komposition von 1976 bis 1979 bei Rudolf Komorous an der University of Victoria, 1979 bei Jo Kondo in Tokio und von 1979 bis 1981 bei Bruce Mather an der McGill University. 1981 kehrte er nach Asien zurück, um die Musik von Bali, Java und Burma zu studieren. Von 1982 bis 1985 war er Schüler von Morton Feldman an der University at Buffalo. Von 1986 bis 1988 unterrichtete er Jazzmusik an der University of Victoria, außerdem 1988 Klavier, Musikgeschichte und -theorie am Victoria Conservatory. Von 1989 bis 2005 wirkte er als Lehrer für Jazzklavier, Musikgeschichte und -theorie an der Saint Francis Xavier University.
Als Jazzpianist steht Genge in der Tradition von Jazzpianisten wie Ahmad Jamal, Red Garland, Wynton Kelly, Horace Silver und Les McCann. Als Jazzorganist beruft er sich u. a. auf Jimmy Smith, Don Patterson, Jack McDuff und Richard Holmes. Im Laufe der Jahre trat er mit Eddie Lockjaw Davis, Paul Horn, John Abercrombie, Randy Brecker, Jerry Bergonzi, Jeff Hamilton, Roberta Gambarini, Adam Nussbaum, Gene Bertoncini, Joey Baron, Peter Erskine, Larry Grenadier, Lew Soloff, P. J. Perry und anderen auf. Im Jazzbereich legte er das Alben Blues Walk vor; als Organist ist er mit Bicostal Collective Chapter Four zu hören. Er verfasste zudem die Bücher The Jazz Piano Solos of Red Garland (1994) und The Jazz Piano Solos of Wynton Kelly.
In seinen klassischen Kompositionen zeigt sich Genge häufig von asiatischer Musik beeinflusst. Bereits 1978 gewann er den Ersten Preis bei der CBC National Radio Competition for Young Composers, 1981 den Robert Fleming Award for Young Composers und 1982 den Canadian Federation of University Women Creative Arts Award. Kompositionsaufträge erhielt er u. a. vom Ars Nova Ensemble, dem Purcell String Quartet, der Vancouver New Music Society und der Magnetic Band.

## Werke
- Night Rain, 1977, 1985
- Eleven Steps (für Tenorblockflöte, aufgenommen von James Kennedy), 1978
- Kasa, 1978
- In the Ocean of the Sky, 1979, 1988
- Streams I, 1980, 1984
- Grey and White, 1981
- Time Shadows, 1981, 1989
- Music for String Quartet, 1981
- Linear Translations, 1983
- Streams II, 1984, 1987
- Streams III für Harfe, Gitarre und Perkussion, 1984, 1987
- The River in Summer, 1985
- Tango für Klavier, 1985
- Quartet (On a Misty Night), 1987
- Three Trios, 1988
- Music for String Orchestra, 1988
- Sunda, 1989
- Duos, 1989
- Preludium, 1990

## Enzyklopädischer Eintrag
- Kevin Bazzana: Anthony Genge. In:  Encyclopedia of Music in Canada. herausgegeben von The Canadian Encyclopedia (englisch, französisch).